# 茨城工業高等專門學校
茨城工業高等專門學校（日语：茨城工業高等専門学校／いばらきこうぎょうこうとうせんもんがっこう）是一所位於日本茨城縣常陸那珂市的高等專門學校。

## 沿革
- 1964年 - 創校，為國立高專3期校。設有機械工學、電氣工學二學科。
- 1965年 - 搬遷至現址。
- 1969年 - 增設工業化學科。
- 1978年 - 導入編入學制度。
- 1984年 - 開始接受留學生。
- 1986年 - 增設電子情報工學科。
- 1988年 - 導入歸國子女（英语：Kikokushijo）特別選拔制度與外國人受託研修員制度。
- 1989年 - 與法國的國立盧昂應用科學學院締結學術交流協定。
- 1991年 - 增設電子制御工學科。
- 1996年 - 工業化學科改組為物質工學科。
- 2001年 - 設置專攻科。
- 2004年 - 交由獨立行政法人國立高等專門學校機構（日语：国立高等専門学校機構）管理。
- 2007年 - 專攻科整併為產業技術系統設計工學專攻。
- 2014年 - 被指定為全球化高專模範校[1]。
- 2016年 - 與台灣的國立中興大學締結學術交流協定[2]。
- 2017年 - 本科整併為國際創造工學科。

## 教育組織

### 本科（副學士課程）
- 國際創造工學科
  - 機械・制御系
  - 電氣・電子系
  - 情報系
  - 化學・生物・環境系

### 專攻科（學士課程）
- 產業技術系統設計工學專攻
  - 機械工學課程
  - 電氣電子工學課程
  - 情報工學課程
  - 應用化學課程

## 外部連結
- 茨城工業高等專門學校官方網站 （页面存档备份，存于）